# بين فرانكلين (سياسي)
بين فرانكلين هو سياسي كندي، ولد في 1942، وتوفي في 2003 بسبب نوبة قلبية.